# Raiffeisenbank Kraichgau
Die Raiffeisenbank Kraichgau eG war eine regionale Genossenschaftsbank mit Hauptsitz in Kirchardt und gehörte dem Baden-Württembergischen Genossenschaftsverband sowie dem Bundesverband der Deutschen Volksbanken und Raiffeisenbanken an. Die Bank war an neun Standorten im östlichen Kraichgau vertreten.

## Geschichte
Das erste vorhandene Protokoll stammt vom 13. Februar 1888. Zu dieser Zeit wurden auch die damals selbständigen Spar- und Kreditbanken in Kirchardt, Berwangen, Gemmingen, Grombach, Ittlingen, Stebbach, Weiler, Reihen und Hilsbach gegründet. Nach zahlreichen Fusionen und dem am 19. Juni 2004 generierten Zusammenschluss entstand aus der Raiffeisenbank Kirchardt eG und der Raiffeisenbank Steinsberg eG die Raiffeisenbank Kraichgau eG. Im Jahre 2019 fusionierte die Bank mit der Volksbank Kraichgau eG.

## Ausbildung
Das Ausbildungsangebot der Raiffeisenbank Kraichgau eG reichte von der 2,5-jährigen Ausbildung zum Bankkaufmann über die verkürzte Ausbildung zum Finanzassistenten bis hin zum Hochschulstudium an der DHBW zum Bachelor of Arts.

## Verbundpartner
- DZ Bank
- Bausparkasse Schwäbisch Hall
- R+V Versicherung
- Union Investment
- Teambank
- DZ Privatbank
- VR Leasing
- DZ Hyp
- Münchener Hypothekenbank